# Dyscophus antongilii
Dyscophus antongilii é uma espécie de anfíbio anuro da família Microhylidae. É considerada quase ameaçada pela Lista Vermelha da UICN. Está presente em Madagáscar.